# Mittelmeerspiele 2018
Die Mittelmeerspiele 2018 (offiziell: XVIII. Mittelmeerspiele) fanden vom 22. Juni bis zum 1. Juli 2018 in der spanischen Stadt Tarragona statt. Die Kandidatur setzte sich am 15. Oktober 2011 gegen die Bewerbung aus Alexandria (Ägypten) durch.
Das Programm umfasste Wettbewerbe in 28 Sportarten. Das Nou Estadi wurde als Austragungsort für die Eröffnungs- und Abschlusszeremonien ausgewählt. Auf der anderen Seite waren die Sportinfrastrukturen in 16 anderen Gemeinden verteilt, 14 davon in der Provinz Tarragona und zwei in Barcelona. Insgesamt wurden 30 verschiedene Austragungsorte für 36 Sportdisziplinen und Zeremonien zugewiesen.

## Teilnehmende Nationen
| - Ägypten - Albanien - Algerien - Andorra - Bosnien und Herzegowina - Frankreich - Griechenland - Italien - Kosovo | - Kroatien - Libanon - Libyen - Malta - Marokko - Mazedonien - Monaco - Montenegro - Portugal | - San Marino - Serbien - Slowenien - Spanien (Gastgeber) - Syrien - Tunesien - Türkei - Zypern |

## Sportarten
Bei den Mittelmeerspielen 2018 gab es 244 Entscheidungen in 28 Sportarten, davon 129 bei den Männern, 113 bei den Frauen und zwei für gemischte Mannschaften im Reiten. Darunter waren drei Entscheidungen im Behindertensport. Dies waren der Leichtathletikwettbewerb der Klasse T54 im 800-Meter-Lauf bei den Frauen sowie die Schwimmwettbewerbe der Klasse S10 über 100 Meter Freistil bei den Männern und den Frauen.
| Sportart                  | Sportart                   | Männer | Frauen | Mixed | Gesamt |
| ------------------------- | -------------------------- | ------ | ------ | ----- | ------ |
| 3×3-Basketball            | 3×3-Basketball             | 001    | 001    |       | 002    |
| Badminton                 | Badminton                  | 002    | 002    |       | 004    |
| Bogenschießen             | Bogenschießen              | 002    | 002    |       | 004    |
| Bowls                     | Bowls                      | 005    | 004    |       | 009    |
| Boxen                     | Boxen                      | 009    |        |       | 009    |
| Fechten                   | Fechten                    | 001    | 003    |       | 004    |
| Fußball                   | Fußball                    | 001    |        |       | 001    |
| Gewichtheben              | Gewichtheben               | 012    | 012    |       | 024    |
| Golf                      | Golf                       | 002    | 002    |       | 004    |
| Handball                  | Handball                   | 001    | 001    |       | 002    |
| Judo                      | Judo                       | 007    | 007    |       | 014    |
| Kanusport (Kanurennsport) | Kanusport (Kanurennsport)  | 003    | 002    |       | 005    |
| Karate                    | Karate                     | 005    | 005    |       | 010    |
| Leichtathletik            | Leichtathletik             | 017    | 018    |       | 035    |
| Radsport (Straße)         | Radsport (Straße)          | 002    | 002    |       | 004    |
| Reiten                    | Reiten                     |        |        | 002   | 002    |
| Turnsport                 | Gerätturnen                | 008    | 006    |       | 014    |
| Turnsport                 | Rhythmische Sportgymnastik |        | 001    |       | 001    |
| Ringen                    | Ringen                     | 009    | 005    |       | 014    |
| Rudern                    | Rudern                     | 004    | 002    |       | 006    |
| Schießen                  | Schießen                   | 003    | 003    |       | 006    |
| Schwimmsport              | Schwimmen                  | 020    | 020    |       | 040    |
| Schwimmsport              | Wasserball                 | 001    | 001    |       | 002    |
| Segeln                    | Segeln                     | 002    | 002    |       | 004    |
| Taekwondo                 | Taekwondo                  | 004    | 004    |       | 008    |
| Tennis                    | Tennis                     | 002    | 002    |       | 004    |
| Tischtennis               | Tischtennis                | 002    | 002    |       | 004    |
| Triathlon                 | Triathlon                  | 001    | 001    |       | 002    |
| Volleyball                | Beachvolleyball            | 001    | 001    |       | 002    |
| Volleyball                | Volleyball                 | 001    | 001    |       | 002    |
| Wasserski                 | Wasserski                  | 001    | 001    |       | 002    |
| Gesamt                    | Gesamt                     | 129    | 112    | 002   | 244    |

## Medaillenspiegel
Von den 26 teilnehmenden Nationen konnten 24 Nationen mindestens eine Medaille holen. Nur die Mannschaften aus Andorra und Libyen blieben ohne Medaillen.
  Gastgeber
| Platz  | Land                    | Gold | Silber | Bronze | Gesamt |
| ------ | ----------------------- | ---- | ------ | ------ | ------ |
| 01.    | Italien                 | 056  | 055    | 045    | 156    |
| 02.    | Spanien                 | 038  | 040    | 044    | 122    |
| 03.    | Türkei                  | 031  | 025    | 039    | 095    |
| 04.    | Frankreich              | 028  | 031    | 040    | 099    |
| 05.    | Ägypten                 | 018  | 011    | 016    | 045    |
| 06.    | Griechenland            | 012  | 014    | 021    | 047    |
| 07.    | Serbien                 | 012  | 011    | 009    | 032    |
| 08.    | Marokko                 | 010  | 007    | 007    | 024    |
| 09.    | Kroatien                | 009  | 005    | 003    | 017    |
| 10.    | Tunesien                | 006  | 013    | 013    | 032    |
| 11.    | Slowenien               | 004  | 009    | 023    | 036    |
| 12.    | Zypern                  | 004  | 002    | 002    | 008    |
| 13.    | Portugal                | 003  | 008    | 013    | 024    |
| 14.    | Kosovo                  | 003  | 001    | 000    | 004    |
| 15.    | Algerien                | 002  | 004    | 007    | 013    |
| 16.    | Syrien                  | 002  | 002    | 003    | 007    |
| 17.    | Mazedonien              | 002  | 001    | 003    | 006    |
| 18.    | San Marino              | 002  | 000    | 000    | 002    |
| 19.    | Bosnien und Herzegowina | 001  | 001    | 003    | 005    |
| 20.    | Albanien                | 001  | 001    | 000    | 002    |
| 21.    | Montenegro              | 000  | 002    | 002    | 004    |
| 22.    | Monaco                  | 000  | 002    | 000    | 002    |
| 23.    | Libanon                 | 000  | 001    | 000    | 001    |
| 24.    | Malta                   | 000  | 000    | 001    | 001    |
| Gesamt | Gesamt                  | 244  | 246    | 294    | 784    |